# Demetrio II Nicátor
Demetrio II Nicátor (en griego antiguo: Δημήτριος Β` en griego antiguo: Νικάτωρ), de la dinastía seléucida, fue rey de Siria en dos períodos: 146 a. C.-139 a. C. y 129 a. C.-126 a. C..
Huyó a Creta tras la derrota y muerte de su padre, Demetrio I Sóter, pero regresó después, proclamándose rey. Fue puesto en fuga casi inmediatamente por el general Diodoto, que primero proclamó rey a un hijo de Alejandro Balas, Antíoco VI Dioniso, y luego a sí mismo con el nombre de Diodoto Trifón. Demetrio marchó en guerra contra el rey de Partia, Mitrídates I, siendo derrotado en 139 a. C. en las montañas iraníes, y tomado prisionero al año siguiente. La provincia babilonia del Imperio seléucida se hizo parta, pero Siria quedó firmemente bajo el poder de la dinastía con Antíoco VII Sidetes, el hermano menor de Demetrio, quien también se casó con Cleopatra Tea. 
El rey Mitrídates mantuvo a Demetrio II vivo e incluso lo casó con una princesa parta llamada Rodoguna, con quien tuvo hijos. Sin embargo, Demetrio estaba inquieto y por dos veces intentó escapar de su exilio en las costas del mar Caspio, una vez con la ayuda de su amigo Calimandro, quien había empleado medios extraordinarios para rescatar a su rey: viajó de incógnito a través de Babilonia y Partia. Cuando los dos amigos fueron capturados, el rey parto no castigó a Calimandro sino que lo recompensó por su fidelidad a Demetrio. La segunda vez que Demetrio fue capturado cuando intentaba escapar, Mitrídates lo humilló dándole un conjunto dorado de dados, indicando así que Demetrio II era un niño inquieto que necesitaba juguetes. Fue sin embargo por razones políticas por lo que los partos trataron a Demetrio II amablemente.
En 129 fue puesto en libertad, con la esperanza de provocar una guerra entre él y su hermano Antíoco VII Evergetes. Sin embargo, Antíoco murió antes de que estallara el conflicto, con lo que Demetrio II se proclamó rey de nuevo. Poco después fue derrotado y muerto por el rey de Egipto Ptolomeo VIII, que sostenía al usurpador Alejandro Zabinas. Le sucedió su hijo Seleuco V Filométor, bajo la regencia de su viuda Cleopatra Tea.